# Delft Dragons
De Delft Dragons was een Americanfootballteam uit Delft. 
De Dragons werden opgericht in 2000. Eerder bestond er tussen 1984 en 1993 al een Americanfootballteam in Delft onder dezelfde naam, maar dit team werd opgeheven wegens een gebrek aan spelers. Eind 1999 kwamen studenten op het idee een Americanfootballteam op te richten en in 2000 werd dit een feit.
In 2002 speelden de Dragons hun eerste wedstrijd in de tweede divisie. In 2004 promoveerde het team naar de eerste divisie. In 2006 werd met Canadese hulp de Tulip Bowl gehaald, die in de verlenging verloren werd van de Amsterdam Crusaders.
Het juniorenteam speelde in het seizoen 2008 samen met de Eindhoven Raptors wegens een gebrek aan spelers van beide partijen.

## Resultaten
- Tulip Bowl deelnames: 1
  - 2006
- Tweede divisie titels: 1
  - 2004
- Liberty Bowl titels: 1
  - 2004